# Roland Pontoizeau
Roland Pontoizeau né le 30 décembre 1921 et mort le 24 décembre 1987, est un directeur de la photographie français.

## Biographie
Ancien élève de l'École nationale Louis-Lumière (Promotion « Cinéma » 1944), Roland Pontoizeau travaille sur plusieurs courts métrages au cours des années 1950 ; il réalise notamment les effets spéciaux du documentaire d'Alain Resnais, Le Chant du styrène. Sa collaboration avec Jean Cocteau pour Le Testament d'Orphée marque le début de sa carrière de directeur de la photographie.

## Filmographie
Courts métrages
- 1953 : Présentation de la Beauce à Notre-Dame de Chartres de Jacques Berthier (sélectionné en compétition officielle au Festival de Cannes 1953)
- 1953 : Au secours des bêtes d'Édouard Logereau
- 1956 : Bernard Buffet d'Étienne Périer
- 1958 : Pastorale d'automne d'Édouard Logereau
- 1958 : Le Chant du styrène  d'Alain Resnais (effets spéciaux)
- 1958 : La France romane d'Édouard Logereau
- 1965 : La Pharmacienne de Serge Hanin et Jany Holt
- 1968 : Petit pêcheur petit poisson  de Jean-Louis Van Belle
- 1973 : Isabelle de Moïse Maatouk

Longs métrages
- 1960 : Le Testament d'Orphée, de Jean Cocteau
- 1960 : Les Pique-assiette de Jean Girault
- 1961 : Quai Notre-Dame de  Jacques Berthier
- 1962 : La Vendetta de Jean Chérasse
- 1962 : Un clair de lune à Maubeuge de Jean Chérasse
- 1965 : Paris-secret, documentaire d'Édouard Logereau
- 1968 : La Louve solitaire  d'Édouard Logereau
- 1969 : Paris top secret de Pierre Roustang
- 1977 : Crazy Horse de Paris d'Alain Bernardin